# Ernst Behr (Verwaltungsjurist)
Ernst Behr (* 3. November 1854 in Waldkirch; † 6. Mai 1923 in Karlsruhe) war ein deutscher Verwaltungsbeamter und -richter.

## Leben
Geboren als Sohn eines Kunstmühlenbesitzers besuchte Ernst Behr das Progymnasium in Donaueschingen und das Gymnasium in Konstanz. 1873 erlangte er das Abitur. Anschließend studierte er Rechtswissenschaften an den Universitäten Freiburg und Leipzig. 1874 wurde er Mitglied des Corps Suevia Freiburg. 1876 schloss er sich dem Corps Thuringia Leipzig an. 1878 legte er das 1. Juristische Staatsexamen ab, wurde 1879 Rechtspraktikant beim Amtsgericht Breisach und bestand 1882 das 2. Juristische Staatsexamen. Anschließend wurde er Referendär beim Bezirksamt Schopfheim. 
1884 wurde Behr Amtmann beim Bezirksamt Mannheim. 1887 wechselte er als Hilfsarbeiter in das badische Ministerium des Innern nach Karlsruhe. 1888 kam er als Amtmann zum Bezirksamt Offenburg. 1889 wurde er zum Amtmann und Amtsvorstand des Bezirksamts St. Blasien berufen und 1890 zum Oberamtmann ernannt. Im gleichen Jahr wechselte er als Amtsvorstand zum Bezirksamt Meßkirch. Von 1895 bis 1899 war er Amtsvorstand des Bezirksamts Villingen und anschließend bis 1903 des Bezirksamts Offenburg.
Von 1905 bis 1908 war Behr stellvertretender Vorsitzender der Großherzoglichen Oberrechnungskammer. 1908 wurde er zum Vorsitzenden Rat beim Verwaltungsgerichtshof Karlsruhe und 1920 zum Oberverwaltungsgerichtsrat ernannt. 1923 wurde er pensioniert.

## Auszeichnungen
- Ernennung zum Geheimen Regierungsrat, 1902
- Ernennung zum Geheimen Regierungsrat 3. Klasse, 1908
- Ernennung zum Geheimen Regierungsrat 2. Klasse, 1917
- Ritterkreuz 1. Klasse des Ordens vom Zähringer Löwen, 1896
- Eichenlaub zum Ritterkreuz 1. Klasse des Ordens vom Zähringer Löwen, 1905
- Kommandeurkreuz 2. Klasse des Ordens vom Zähringer Löwen, 1912
- Badische Jubiläumsmedaille, 1902